# Assura
Pour la cité antique appelée Assura, voir Assuras.
Assura est une compagnie d'assurance qui propose des prestations dans le domaine de l'assurance maladie en Suisse. Elle couvre les frais médicaux pris en charge par l’assurance obligatoire des soins (LAMal). Elle utilise des politiques permettant de réduire le coût des primes maladie, notamment en valorisant la franchise à 2 500 CHF et l'utilisation du système du tiers garant,, mais aussi, elle reverse ses excédents de primes à ses assurés.

## Histoire
La société a été fondée en 1978 par Jean-Paul Diserens, président jusqu'en 2013. En tenant compte des assurances complémentaires, elle totalise 1 100 000 assurés en 2020. Elle a son siège principal à Pully et compte en 2020 quinze succursales en Suisse.

Ancien logo.

## Assura en quelques chiffres
La compagnie compte 1 100 000 assurés, 1 300 collaborateurs sur l’ensemble des succursales et du siège principal et 15 succursales dans toute la Suisse.
En 2019, CHF 30 millions sont reversés à 500'000 assurés domiciliés dans 10 cantons, les coûts à prendre en charge ayant été inférieurs aux primes 2018 (assurance de base),.
En 2017, une convention est signée avec PharmaSuisse en faveur des assurés ayant recours à des médicaments coûteux
En 2012 d'Assura.net est remplacé par l'Espace Client .
En 2011, l'application iPhone d'Assura est développée, permettant de calculer et comparer sa prime, puis de s'affilier en ligne.
En 2010 la 13e succursale est inaugurée à Wangen bei Olten.
En 2004 Assura.net, la plateforme de gestion en ligne est mise en ligne.
En 2002, Assura lance un référendum contre l’adaptation des participations cantonales aux coûts des traitements hospitaliers.
En 1989, Assura SA est créée.
En 1978, la compagnie Assura est créée.